# Denemarken op het Eurovisiesongfestival 1990
Denemarken werd op het Eurovisiesongfestival 1990 in Zagreb, Joegoslavië vertegenwoordigd door de zangeres Lonnie Devantier met het lied Hallo hallo. Het was de drieëntwintigste deelname van Denemarken aan het songfestival.

## Finale
De Dansk Melodi Grand Prix, gehouden in de Tivoli in Kopenhagen, werd gepresenteerd door Birthe Kjær en Dario Campeotto. Tien artiesten namen deel aan deze finale. De winnaar werd gekozen door televoting. In de eerste ronde vielen de 5 laagst geklasseerde artiesten af waarna in de tweede ronde de winnaar aangeduid werd.

| Volgorde | Artiest          | Lied                   | Punten | Plaats |
| -------- | ---------------- | ---------------------- | ------ | ------ |
| 1        | Kirsten Siggaard | "Inden længer"         | -      | -      |
| 2        | Vocal Crew       | "Hva' er det du vil"   | -      | -      |
| 3        | Lecia Jønsson    | "Krig og fred"         | -      | -      |
| 4        | Lonnie Devantier | "Hallo hallo"          | 68,628 | 1      |
| 5        | Jørgen Olsen     | "Berlin"               | 25,676 | 3      |
| 6        | Helle Guldbech   | "Det var en drøm"      | -      | -      |
| 7        | Kate & Per       | "Kender du typen"      | 14,153 | 5      |
| 8        | Aviaja Lumholt   | "Fordi jeg elsker dig" | -      | -      |
| 9        | Birgitte Gade    | "Ræk mig din hånd"     | 51,414 | 2      |
| 10       | The Boys         | "Du er min musik"      | 15,904 | 4      |

## In Zagreb
Denemarken moest tijdens het festival als elfde aantreden, na Israël en voor Zwitserland. Aan het einde van de puntentelling bleek dat Devantier op een achtste plaats was geëindigd met 64 punten.
België gaf 3 punten aan deze inzending en Nederland gaf er geen.

### Gekregen punten

#### Finale
| 12 punten | 10 punten          | 8 punten          | 7 punten                                           | 6 punten              |
| --------- | ------------------ | ----------------- | -------------------------------------------------- | --------------------- |
|           |                    |                   | - IJsland - Israël - Italië - Noorwegen - Portugal | - Oostenrijk - Spanje |
| 5 punten  | 4 punten           | 3 punten          | 2 punten                                           | 1 punt                |
|           | - Cyprus - Ierland | - België - Zweden | - Turkije                                          | - Zwitserland         |

### Punten gegeven door Denemarken

#### Finale
Punten gegeven in de finale:
| 12 punten | Zwitserland         |
| 10 punten | IJsland             |
| 8 punten  | Ierland             |
| 7 punten  | Joegoslavië         |
| 6 punten  | Italië              |
| 5 punten  | Frankrijk           |
| 4 punten  | Duitsland           |
| 3 punten  | Verenigd Koninkrijk |
| 2 punten  | Cyprus              |
| 1 punt    | Noorwegen           |

1957 · 1958 · 1959 · 1960 · 1961 · 1962 · 1963 · 1964 · 1965 · 1966 · 1967-1977 · 1978 · 1979 · 1980 · 1981 · 1982 · 1983 · 1984 · 1985 · 1986 · 1987 · 1988 · 1989 · 1990 · 1991 · 1992 · 1993 · 1994 · 1995 · 1996 · 1997 · 1998 · 1999 · 2000 · 2001 · 2002 · 2003 · 2004 · 2005 · 2006 · 2007 · 2008 · 2009 · 2010 · 2011 · 2012 · 2013 · 2014 · 2015 · 2016 · 2017 · 2018 · 2019 · 2020 · 2021 · 2022 · 2023 · 2024 · 2025